# Vanstraelenia chirophthalma
Vanstraelenia chirophthalma es una especie de pez de la familia Soleidae en el orden de los Pleuronectiformes.

## Morfología
Pueden alcanzar los 28 cm de longitud total.

## Distribución geográfica
Se encuentra desde las  costas de Guinea-Bissau hasta Angola.